# Refresh the Demon
Refresh the Demon — пятый студийный альбом канадской трэш-метал-группы Annihilator, выпущенный 11 марта 1996 года на лейбле Music for Nations. На песню «Syn. Kill 1» было снято музыкальное видео.

## Список композиций
| №                   | Название                    | Текст песни         | Музыка              | Длительность |
| ------------------- | --------------------------- | ------------------- | ------------------- | ------------ |
| 1.                  | «Refresh the Demon»         | Джефф Уотерс        | Уотерс, Рэнди Блэк  | 5:26         |
| 2.                  | «Syn. Kill 1»               | Уотерс              | Уотерс              | 4:32         |
| 3.                  | «Awaken» (инструментальная) |                     | Уотерс              | 0:53         |
| 4.                  | «The Pastor of Disaster»    | Уотерс              | Уотерс, Блэк        | 5:00         |
| 5.                  | «A Man Called Nothing»      | Уотерс, Джон Бейтс  | Уотерс, Блэк        | 5:59         |
| 6.                  | «Ultraparanoia»             | Уотерс              | Уотерс, Блэк        | 4:29         |
| 7.                  | «City of Ice»               | Уотерс, Бейтс       | Уотерс, Блэк        | 4:18         |
| 8.                  | «Anything for Money»        | Уотерс              | Уотерс, Блэк        | 3:37         |
| 9.                  | «Hunger»                    | Уотерс, Бейтс       | Уотерс              | 5:20         |
| 10.                 | «Voices and Victims»        | Уотерс, Бейтс       | Уотерс, Блэк        | 4:18         |
| 11.                 | «Innocent Eyes»             | Уотерс              | Уотерс              | 5:03         |
| Общая длительность: | Общая длительность:         | Общая длительность: | Общая длительность: | 48:13        |

| №                   | Название                                        | Текст песни                         | Музыка              | Длительность |
| ------------------- | ----------------------------------------------- | ----------------------------------- | ------------------- | ------------ |
| 12.                 | «The Box» (концертная версия)                   | Уотерс                              | Уотерс              | 4:33         |
| 13.                 | «Riff Raff» (кавер на AC/DC, концертная версия) | Бон Скотт, Ангус Янг, Малькольм Янг | Скотт, Янг, Янг     | 9:44         |
| Общая длительность: | Общая длительность:                             | Общая длительность:                 | Общая длительность: | 62:29        |

| №                   | Название                            | Текст песни         | Музыка              | Длительность |
| ------------------- | ----------------------------------- | ------------------- | ------------------- | ------------ |
| 12.                 | «Nothing to Me» (версия для сингла) | Уотерс              | Уотерс              | 4:38         |
| Общая длительность: | Общая длительность:                 | Общая длительность: | Общая длительность: | 52:51        |

| №                   | Название            | Длительность |
| ------------------- | ------------------- | ------------ |
| 12.                 | «21» (демо)         | 4:03         |
| 13.                 | «Weapon X» (демо)   | 3:32         |
| 14.                 | «Bloodbath» (демо)  | 5:24         |
| Общая длительность: | Общая длительность: | 61:12        |

## Участники записи
Annihilator
- Джефф Уотерс — гитары, бас-гитара, вокал, продюсирование, сведение, звукоинженер
- Рэнди Блэк — ударные
- Дэйв Скотт Дэвис — гитарное соло на треках 4, 6-8

Технический персонал
- Пол Блейк — звукоинженер, продюсирование, сведение
- Крэйг Уодделл — мастеринг
- Пол Арчер — обложка